# Świątniczki
Świątniczki – przysiółek w Polsce położony w województwie wielkopolskim, w powiecie poznańskim, w gminie Kórnik.
W 1580 Jan Krzesiński miał tutaj jedną zagrodę. Około 1793 właścicielami była rodzina Zakrzewskich, a potem Sypniewskich. Pod koniec XIX wieku Świątniczki (urzędowo Swiontniczki) należały do powiatu śremskiego, przy granicy z powiatem poznańskim. Folwark wchodził w skład parafii Głuszyna. Posiadłość miała wówczas 1 dym i 5 mieszkańców, a folwark 4 dymy i 57 mieszkańców. W latach 1975–1998 miejscowość administracyjnie należała do województwa poznańskiego.